# Svjedoci
Pour plus de détails, voir Fiche technique et Distribution.
Svjedoci (littéralement « les témoins ») est un film croate réalisé par Vinko Brešan, sorti en 2003.

## Synopsis
Trois soldats tuent un homme dans une maison mais un témoin les voit faire.

## Fiche technique
- Titre : Svjedoci
- Réalisation : Vinko Brešan
- Scénario : Vinko Brešan, Jurica Pavičić et Zivko Zalar
- Musique : Mate Matisic
- Photographie : Zivko Zalar
- Montage : Sandra Botica
- Production : Ivan Maloca et Ljubomir Sikic
- Société de production : Interfilm
- Pays :  Croatie
- Genre : Drame et guerre
- Durée : 90 minutes
- Dates de sortie : 
  -  Croatie : 20 juillet 2003 (festival du film de Pula)

## Distribution
- Leon Lučev : Kreso
- Alma Prica : Novinarka
- Mirjana Karanović : Majka
- Drazen Kuhn : Barbir
- Krešimir Mikić : Josko
- Marinko Prga : Vojo
- Bojan Navojec : Baric
- Ljubomir Kerekes : Dr. Matic
- Predrag Vušović : Ljubo
- Tarik Filipovic : le procureur général
- Rene Bitorajac : Albanac
- Ivo Gregurevic : Otac

## Distinctions
Le film a été présenté en sélection officielle en compétition lors de Berlinale 2004.